# Aalter
Aalter là một đô thị nằm giữa Bruges và Ghent trong tỉnh Oost-Vlaanderen. Đô thị này bao gồm các thị xã Aalter, Bellem, Lotenhulle và Poeke. Đô thị về phía bắc giáp Knesselare, phía đông giáp Zomergem và Nevele, về phía nam giáp Deinze, phía tây giáp tỉnh Tây Flanders. Tại thời điểm ngày 1 tháng 1 năm 2007, Aalter có tổng dân số 18.887 người. Tổng diện tích là 81,92 km² với mật độ dân số là 231 người trên mỗi km².